# Escut del Gabon
L’escut del Gabon fou dissenyat per l'heraldista i vexil·lòleg suís Louis Mühlemann, un dels membres fundadors de la Federació Internacional d'Associacions vexil·lològiques (FIAV), que va dissenyar també l'escut de la República del Congo. Va ser adoptat oficialment el 15 de juliol de 1963.
És un escut d’or amb un veler aparellat de sable on voleia la bandera estatal (tercejada en faixa de sinople, d'or i d’atzur), navegant damunt una mar en forma de peu ondat d'atzur; el cap és de sinople, carregat de tres besants d'or.
Els esmalts representen la selva equatorial (sinople), el sol (or) i l'oceà (atzur). Els besants d'or mostren la riquesa mineral del país. El vaixell simbolitza el Gabon partint en direcció a un futur millor.
Com a suport de l'escut hi ha dues panteres de sable armades d'or i lampassades de gules, una a cada banda, que simbolitzen la vigilància i el valor del president, que protegeix la nació. Darrere l'escut hi ha acoblat un okoumé arrencat d'or i fullat de sinople. Aquest arbre (Aucoumea klaineana) simbolitza el comerç de la fusta.
Sota l'escut, una cinta d'atzur amb lletres majúscules d'or mostra el lema nacional en francès: UNION, TRAVAIL, JUSTICE ('Unió, treball, justícia'). Sota la capçada de l'arbre, damunt el cap de l'escut, una cinta d'argent amb lletres majúscules de sable presenta una sentència en llatí: UNITI PROGREDIEMUR ('Units progressarem').